# Список вице-губернаторов Флориды
Вице-губернатор Флориды — является конституционной должностью исполнительной власти американского штата Флорида.
Это второе высшее должностное лицо в правительстве штата; вице-губернатор избирается по списку вместе с губернатором на четырёхлетний срок. Официальные обязанности, возлагаемые на вице-губернатора в соответствии с Конституцией Флориды, заключаются в том, чтобы выполнять функции исполняющего обязанности губернатора в случае отсутствия губернатора в штате, а также в случае смерти, отставки или смещения губернатора от его должности.
Конституция штата Флорида запрещает кому-либо избираться вице-губернатором более двух раз.

## История

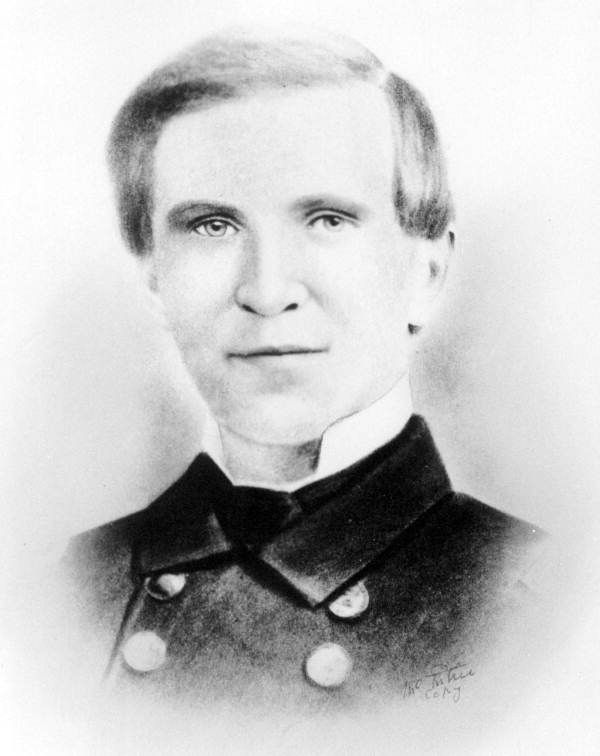
Уильям Келли

Флаг штата Флорида

Должность вице-губернатора использовалась в правительстве штата Флорида дважды в истории. Первый период длился после Гражданской войны в США — с 1865 по 1889 год. В это время вице-губернатор избирался независимо от губернатора. Уильям Вашингтон Келли стал первым, избранным на должность вице-губернатора после того, как эта должность была создана Конституцией Флориды 1865 года. Должность вице-губернатора была официально упразднена в период эры Реконструкции Юга; последним вице-губернатором Флориды был Милтон Мабри (по 1889 год).
Нынешняя Конституция Флориды 1968 года воссоздала должность вице-губернатора, который теперь избирается вместе с губернатором. Вице-губернатор является первым в линии преемственности губернатора штата. Он имеет несколько предписанных ему обязанностей, во всём остальном помогает губернатору в выполнении обязанностей исполнительной власти. Первым вице-губернатором после воссоздания этой должности был Рэй Осборн (в 1969—1971 годах).
Действующим вице-губернатором Флориды является Джанетт Нуньес — 20-й по счёту вице-губернатор, занимающая этот пост с января 2019 года.